# Капреццо
Капреццо (итал. Caprezzo) — коммуна в Италии, располагается в регионе Пьемонт, в провинции Вербано-Кузьо-Оссола.
Население составляет 164 человека (31-5-2017), плотность населения составляет 22,59 чел./км². Занимает площадь 7,26  км². Почтовый индекс — 28815. Телефонный код — 0323.
Покровителем коммуны почитается святой Варфоломей, празднование 24 августа.

## Демография
Динамика населения:

## Администрация коммуны
- Официальный сайт:

## Примечание
1. ↑  Statistiche demografiche ISTAT. demo.istat.it. Дата обращения: 9 декабря 2019. Архивировано из оригинала 16 июля 2018 года.